# Garry Clively
Garry Clively (* 24. Juli 1955 in Brisbane) ist ein ehemaliger australischer Radrennfahrer und nationaler Meister im Radsport.

## Sportliche Laufbahn
Clively war im Straßenradsport aktiv. 1989 gewann er nationale Meisterschaft im Straßenrennen vor Edward Salas. 1975 gelangen ihm Etappensiege in den Rennen Giro della Valle d’Aosta und Giro del Friuli. Er gewann das Eintagesrennen Trophée Mauro Pizzoli in jener Saison.
Von 1975 bis 1977 war er Berufsfahrer im italienischen Radsportteam Magniflex-Torpado. 1976 wurde er im Gran Premio Città di Camaiore Zweiter und konnte einige vordere Platzierungen in italienischen Eintagesrennen holen. Im Giro della Provincia di Reggio Calabria und bei Sassari–Cagliari 1976 kam er auf den 3. Platz. 1989 siegte er im Etappenrennen Midlands Tour, 1990 konnte er diesen Sieg wiederholen.
In der Vuelta a España 1977 wurde er 7. im Endklassement. Im Giro d’Italia 1976 war er 44. geworden.